# Joanne Cash
Joanne Catherine Cash, baronne Cash (née le 28 décembre 1969) est une avocate spécialisée dans les médias. Elle est pair à vie depuis janvier 2025.

## Jeunesse et éducation
Cash est né en Irlande du Nord. Sa mère est marchande de journaux, tandis que son père exerce différents métiers, parfois jusqu'à trois à la fois. Elle a un frère qui est médecin du NHS et une sœur qui est enseignante. Elle fait ses études à l'école primaire de Tandragee et à la Banbridge Academy. Elle étudie la littérature anglaise à Lady Margaret Hall, à l'Université d'Oxford,. Elle est élue bibliothécaire de l'Oxford Union, mais échoue dans sa tentative d'en obtenir la présidence.

## Carrière juridique
Cash obtient son diplôme d'avocat et est admise au Barreau en 1994 en tant que membre de Gray's Inn. En 2000, elle rejoint One Brick Court pour se spécialiser dans le travail sur la diffamation, la vie privée et la liberté d'expression.
En 2005, elle représente avec succès un homme innocent surnommé par erreur « le violeur du loto » par le Sunday Mirror, ce qui lui vaut des dommages et intérêts considérables.
Elle est qualifiée de « combattante de la liberté » dans un article de l'Observer en 2009. Pour son travail juridique, l'édition britannique de Vogue place Cash parmi les 50 femmes de l'époque.

## Carrière politique
En tant que membre de la Society of Conservative Lawyers, Cash aide le cabinet fantôme sur les questions juridiques. Elle travaille également avec Policy Exchange, un groupe de réflexion de centre-droit, pour formuler des propositions politiques et apporter sa contribution sur les questions liées aux médias et à une réforme de la diffamation.
En février 2006, elle pose sa candidature pour devenir candidate conservatrice et est placée sur la liste A. Elle est choisie pour se présenter dans son siège local, Westminster North, 
En septembre 2008, Tatler présente Cash comme l'une des dix meilleures conservatrices montantes, la désignant comme future ministre du Logement.
En février 2010, Cash est en désaccord avec les membres de son association de circonscription sur les stratégies à adopter et David Cameron, le chef du parti mais pas encore Premier ministre, limoge Amanda Sayers, présidente de l'Association conservatrice de Westminster-Nord. Cash perd face à la députée travailliste sortante de Regent's Park et Kensington North, Karen Buck.

## Vie personnelle
En décembre 2007, Cash épouse Octavius Black, le fondateur et directeur général de The Mind Gym. Black a fait ses études au Collège d'Eton en même temps que David Cameron.